# El Dorado
|  | Per a altres significats, vegeu «El Dorado (desambiguació)». |

El Dorado era un lloc mític de la part central de la Nova Granada (avui Colòmbia). Es deia que tenia grans reserves d'or i els conquistadors van buscar-lo amb molt d'esforç, atrets per la idea d'un lloc amb carrers amb paviments d'or, on aquest metall preciós era tan comú que fins i tot es desestimava. Molts d'ells van morir en l'intent de descobrir la ciutat, ja que les llargues expedicions tenien lloc a la selva i es trobaven amb un terreny molt dur i amb falta de provisions.

## Origen de la llegenda
El mite va començar l'any 1530 als Andes de l'actual Colòmbia, on el conquistador Gonzalo Jiménez de Quesada va trobar la nació dels muisca a l'actual Altiplano Cundiboyacense. Els homes de Sebastián de Belalcázar van portar la història dels rituals dels muisca a Quito; allà, barrejant aquesta història amb altres rumors, es va formar la llegenda d'El Dorado, «l'home daurat», «l'indi daurat», «el rei daurat». El Dorado, que es va imaginar com un lloc, va arribar a ser un regne, un imperi, la ciutat d'aquest rei llegendari.
A la recerca d'aquest regne llegendari, Francisco de Orellana i Gonzalo Pizarro van sortir de Quito l'any 1541 en direcció a l'Amazones en una de les més fatídiques i famoses expedicions per trobar El Dorado.
Hi ha una altra llegenda sobre El Dorado que explica que en l'època de Tahuantinsuyo, quan els inques van saber que els conquistadors havien assassinat Atahualpa, malgrat que seguien arribant a Cajamarca centenars d'indígenes carregats d'or i plata per pagar el seu rescat, Rumiñahui, un dels principals generals, va decidir amagar tot l'or de la ciutat acompanyat de mil inques, com a mínim. La llegenda no diu exactament on es va amagar l'or però moltes persones creuen que l'or es va amagar al fons del llac Titicaca o als llanganatis equatorians. A partir del segle xviii, expedicions que buscaven el tresor dels inques van avançar per l'abrupta i inhòspita zona de la serralada dels Andes coneguda amb el nom de "Llanganates" (una part de la qual forma part d'una reserva natural). Totes aquestes expedicions van acabar amb resultats oficialment inútils i tràgics degut a la pèrdua de vides.

## Cerimònia de l'indi daurat
La narració original es troba a la crònica El Carnero, de Juan Rodríguez Freyle. Segons Freyle, durant el festival religiós de Guatavita, a prop de l'actual Bogotà, cobrien amb pols d'or el cacic i sacerdot dels muisca.
El 1636, Juan Rodríguez Freyle va escriure una versió, adreçada al seu amic Don Juan, el cacic o governant de Guatavita.
També existeixen altres llacunes dins del departament de Cundinamarca on es practicava aquest ritual i on es van trobar peces d'or, que s'exposen al Museu de l'Or de Bogotà. Una d'elles, el raid muisca de Pasca, representa el ritu de El Dorado en forma d'una figureta d'or preciosa que es va trobar als camps de cultiu propers al poble de Pasca, Cundinamarca.
Les poblacions muisca i els seus tresors van caure ràpidament a les mans dels conquistadors. Quan van fer inventari de les noves terres obtingudes, els espanyols es van adonar aviat que, malgrat les quantitats d'or dels indis, no hi havia ciutats daurades, ni tan sols mines, ja que els muisca obtenien l'or a través del comerç amb les nacions veïnes. Al mateix temps, però, els espanyols van començar a escoltar històries de El Dorado, així com dels ritus que tenien lloc a la llacuna de Guatavita, narrades pels indis capturats.
La llacuna de Guatavita actualment té una gran sitja a un costat, prova dels intents de drenar la llacuna que es van fer l'any 1580.

## Expedicions
L'expedició a la recerca de El Dorado més famosa va ser la que va protagonitzar Francisco de Orellana l'any 1541, encara que va haver-hi altres intents anteriors. Al principi, els exploradors van buscar El Dorado als Andes, a prop de Colòmbia. Sebastián de Belalcázar, un conquistador espanyol que havia viatjat amb Cristòfor Colom, i Francisco Pizarro van buscar El Dorado al sud-oest de Colòmbia l'any 1535. El conquistador espanyol Gonzalo Jiménez de Quesada va marxar a la recerca de El Dorado l'any 1536. Després de derrotar els muisca i establir Bogotà com la capital de la Nova Granada, Quesada va adonar-se que Federmann i Belalcázar havien reclamat la mateixa terra; en una trobada pacífica que va tenir lloc a Bosa, els va convèncer per tornar a Espanya l'any 1539 i resoldre aquest afer.
Mentre els tres entaulaven batalles legals per la Nova Granada, altres homes van continuar la recerca. L'any 1541, Gonzalo Pizarro i Francisco de Orellana van sortir rumb a El Dorado i van acabar en un viatge desastrós per l'Amazones. Després de dividir-se en dos grups, Pizarro i els seus homes van tornar a Quito; Orellana, per contra, va seguir amb el viatge i va descobrir i bajetar el riu Amazones.
L'any 1541, Felipe de Utre, un explorador espanyol nascut a Alemanya, va emprendre una infructífera recerca de El Dorado per l'Amazones, al territori d'Omagua. Va trobar un territori densament poblat però cap regne daurat.
Walter Raleigh va ser el primer explorador anglès que va emprendre la recerca. Raleigh va sortir en direcció a la Guyana, tal com la va anomenar l'any 1595. Va navegar pel riu Orinoco fins a l'interior de la Guyana i va trobar alguns objectes d'or, però res de les dimensions de la llegenda. Després d'això, va publicar un llibre sobre el seu viatge titulat The Discovery of Guiana (La descoberta de Guiana), on promovia l'exploració del Regne Daurat.
L'any 1987, es va publicar en un diari local de l'Estat de Roraima (Brasil) Folha de Boa Vista, cosa que podria significar, si es verifica, un descobriment excepcional a mans de Roland Stevenson, un xilè arrelat a la ciutat de Manaus. Stevenson va parlar d'un camí inca que anava des de l'Equador fins a les serres de les Guyanes i que tenia tambos de pedra per tot el recorregut. A més, va trobar vestigis d'indumentària inca i gravats de pedra amb motius andins. Va especular, també, amb el fet que el nom «Guyana» provingués de l'inca Guayna Capac, ja que es pronuncien de manera semblant, i va assegurar que algunes ètnies parlaven una llengua de la mateixa família de l'idioma quechua, així com el fet que la fisonomia d'alguns representants de l'ètnia Yanomami era molt semblant a la dels pobladors andins.

## El Dorado i el fals mite de Guatavita
L'any 1990, després de tres anys de preparatius i investigacions, el documentalista i periodista colombià Roberto Tovar Gaitán se submergeix amb un equip de busos i càmeres de televisió a la llacuna de Guatavita, ubicada al Sesquilé, Cundinamarca, i comprova que el centre té una profunditat de 26 metres. Al fons de la llacuna descobreix, també, una gran quantitat d'arbustos morts i pastures quasi petrificades pel fred, els quals evidencien que, entre els anys 1900 i 1906, van dessecar totalment la llacuna. A més, Tovar localitza el túnel pel qual van treure l'aigua de la llacuna.
Al seu viatge, titulat Las lagunas del Dorado, evidencia i demostra que, encara que la llacuna de Guatavita va ser un important centre cerimonial per a la iniciació dels joves que serien coronats Zipas o reis de Bacatà, aquesta llacuna «no va ser el bressol autèntic de El Dorado». Segons les troballes, l'autèntic bressol seria la petita llacuna de Siecha (paraula muisca que significa La casa del baró), que es troba a prop de la piràmide del Sol Muisca, a 35 kilòmetres de Guatavita.
Tota la història es relata en una sèrie de vídeos documentals titulada Colòmbia oculta, propietat de Tovar, que es pot veure a la videoteca del Museu de l'Or de Bogotà.

## El Dorado a la cultura popular
- A la pel·lícula Indiana Jones i el regne de la calavera de cristall, l'arqueòleg Indiana Jones busca la mística calavera de cristall. El guió fictici fa referència al fet que, en realitat, El Dorado és una ciutat anomenada Akator, on l'arqueòleg ha de tornar la calavera abans que els seus enemics, els russos.
- A la pel·lícula d'animació The Road to El Dorado, dos joves murris guanyen un mapa que, suposadament, indica el camí cap a aquesta ciutat.
- Al videojoc per a Playstation 3 Uncharted: Drake's Fortune, el buscatresors Nathan Drake segueix la pista de Sir Francis Drake, el famós pirata que va aconseguir arribar a El Dorado.
- A l'àlbum El Dorado de la banda de rock espanyol Revólver
- Tant el llargmetratge Aguirre, der Zorn Gottes, dirigit pel director alemany Werner Herzog l'any 1972, com El Dorado, dirigit per Carlos Saura l'any 1988, narren l'expedició organitzada per Pedro de Usúa a la recerca de la mítica ciutat, una expedició que acabaria amb la conspiració i la rebel·lió de Lope de Aguirre contra la monarquia espanyola.